# The Foreigner
The Foreigner és una pel·lícula d'acció estatunidenca dirigida per Michael Oblowitz, amb Steven Seagal, estrenada el 2003.

## Argument
L'agent Jonathan Cold accepta un últim contracte: transportar i lliurar amb les seves mans un paquet al senyor Van Haken. Però aquesta missió agafa un altre gir quan nombrosos assassins llançats a la seva persecució intenten interceptar el preciós i misteriós paquet.

## Repartiment
- Steven Seagal: Jonathan Cold
- Max Ryan: Dunoir
- Harry Van Gorkum: Jerome Van Haken
- Jeffrey Pierce: Sean Cold
- Anna Louise Plowman: Meredith Van Haken
- Sherman Augustus: Mr. Mimms